# Девушка у пианино
«Девушка у пианино (Увертюра к „Тангейзеру“)» — картина Поля Сезанна.
Картина написана в 1869 году в семейном имении Сезаннов под городом Экс-ан-Прованс.Название отсылает к опере Вагнера «Тангейзер».
Относительно того кто изображён на картине нет полной ясности. Долгое время считалось, в том числе и А. Г. Костеневичем, что это старшая сестра художника Мари — за пианино и мать Анн Элизабет Онорин Сезанн — сидит на диване и шьёт, однако впоследствии Костеневич изменил своё мнение. Ссылаясь на каталог-резоне Сезанна, составленный Д. Ревалдом, и фотографии матери и сестер Сезанна, он счёл что за пианино сидит младшая сестра Сезанна Роза, а шьёт на диване — старшая сестра Мари.
Замысел картины относится к 1864 году, историк импрессионизма Джон Ревалд отмечает, что «Сезанн тоже ценил „благородные интонации“ Рихарда Вагнера и замышлял написать картину „Увертюра к Тангейзеру“». Несмотря на то что увертюра была написана Вагнером для духовых инструментов, существуют интабуляции для других инструментов, в частности во второй половине XIX века большой популярностью пользовалась фортепианная транскрипция Листа, которую можно было играть и на пианино.
Первоначальный замысел существенно отличался от итоговой работы, друг Сезанна профессор Марион в письме немецкому музыканту Морштатту от 28 августа 1866 года так описывал один из предварительных эскизов картины: 

«Недавно он за одно утро наполовину написал великолепный холст… Он будет назван „Увертюра к Тангейзеру“. Эта живопись принадлежит будущему, как сама музыка Вагнера… Девушка за пианино; белое на синем; всё на первом плане. Пианино написано широким мазком, повернутый в профиль старик отец сидит в кресле; в глубине комнаты находится мальчик, слушающий музыку с глуповатым видом. В целом впечатление свирепой и подавляющей силы».
 6 сентября 1867 года Марион снова писал Морштатту: 

«Он вернулся к знакомому тебе сюжету… однако в совершенно других и совсем светлых тональностях, все фигуры отличаются большей законченностью. Светловолосая головка девушки очень красива, написана с удивительной силой. Мой профиль получился очень похожим, к тому же он мастерски выполнен, без прежней резкости цвета и отпугивающей дикости других его работ. Пианино написано так же великолепно, как в первом варианте, а складки занавеси, как и обычно, поражают подлинностью».
 Оба эти варианта не сохранились. Первый публикатор писем Мариона Альфред Барр выдвигал версию, что окончательный эрмитажный вариант мог быть написан поверх одного из предыдущих эскизов, однако рентгенографическое исследование картины в реставрационных мастерских Эрмитажа не выявило старых записанных фигур.
Первым владельцем картины был Максим Кониль из Монбриана, с 18 декабря 1899 года она выставлялась в галерее А. Воллара. 29 апреля 1908 года картина, по совету Мориса Дени, была приобретена московским купцом и коллекционером Иваном Морозовым за 20000 франков. После Октябрьской революции собрание Морозова было национализировано, и эта картина среди прочих оказалась в Государственном музее нового западного искусства, а после расформирования музея в 1948 году была передана в Государственный Эрмитаж. С конца 2014 года выставляется в Галерее памяти Сергея Щукина и братьев Морозовых в здании Главного штаба (зал 409).
Главный научный сотрудник Отдела западноевропейского изобразительного искусства Государственного Эрмитажа, доктор искусствоведения А. Г. Костеневич в своём очерке французского искусства XIX — начала XX века, проводя подробный анализ картины, в частности отмечал:

В красочных контрастах, в прикосновении кисти к холсту заключена необычайная энергия. Вот, к примеру, кусок стены в верхней части. Орнаменты написаны так динамично, словно дело идёт не о мирной семейной сцене, а о схватках Делакруа. Их роль состоит не в том, чтобы показывать что стена украшена узорными обоями, а в том, чтобы служить важным пластическим элементом построения живописного целого. Они призваны соединять друг с другом людей и вещи.

Ранее, в 1866 году, Сезанн в правом кресле изобразил своего отца на «Портрете Луи-Огюста Сезанна» (Национальная галерея искусства в Вашингтоне). Рисунок обоев был около 1878—1879 годов воспроизведён Сезанном на фоне своего «Автопортрета в соломенной шляпе» (Музей современного искусства в Нью-Йорке).